# シリウス (BUMP OF CHICKENの曲)
「シリウス」は、2018年9月24日に配信限定シングルとしてリリースされた、BUMP OF CHICKENの楽曲。同年11月14日リリースのトリプルA面シングル『話がしたいよ/シリウス/Spica』にも収録された。

## 概要
配信限定シングルとして、前作「望遠のマーチ」より約2か月でのリリースとなった。
アニメ『重神機パンドーラ』オープニング主題歌（アニメ第1話のみエンディングとして使用された）。

## ミュージック・ビデオ
シリウス
監督：東市篤憲 / 製作：A4A
LED照明で形作られたバンドエンブレム状のドローンレース場で、マイクロドローン4機による撮影が行われた。配信リリースと同日（2018年9月24日）にYouTubeで公開された。なお、同時に「望遠のマーチ」のMVも公開されている。

## シングル収録内容
| #  | タイトル     | 作詞・作曲 | 編曲                  | 時間 |
| -- | ------------ | ---------- | --------------------- | ---- |
| 1. | 「シリウス」 | 藤原基央   | BUMP OF CHICKEN & MOR | 4:22 |

## チャート成績
2018年9月24日付のオリコンデイリーランキングでは2.9万ダウンロードで1位にランクインし、2018年10月8日付のオリコンデジタルシングル週間ランキングでは5.2万ダウンロードで1位を獲得。アニメソングによるオリコンデジタルシングル週間ランキングの首位獲得は史上初。
Billboard JAPANにおいてもHot Animation・Top Download Songsの2部門で2作連続となる1位を獲得した。

## タイアップ
シリウス
TVアニメ『重神機パンドーラ』オープニング主題歌